# Lega delio-attica

La Lega Delio-Attica alla vigilia della Guerra del Peloponneso

La lega delio-attica conosciuta come la lega di Delo fu una confederazione marittima costituita da Atene e da varie città-stato greche, nel 478-477 a.C., durante la fase conclusiva delle guerre persiane.
Ad essa aderirono un numero di città compreso tra 150 e 173, delle quali le più importanti oltre ad Atene, che di fatto ne detenne la guida, furono: Efeso, Mileto, Focea, Alicarnasso, Anfipoli, Olinto, Metone e Troia, le isole di Lesbo, Rodi, Samo, Delo e la penisola Calcidica. A ogni aderente alla Lega, Atene impose un tributo (foros).
Il nome deriva dall'isola di Delo, celebre per il culto di Apollo, dove si tenevano i congressi annuali delle città della lega e si custodiva il tesoro, almeno finché Pericle non lo trasferì ad Atene nel 454 a.C. sancendo l'assoluta predominanza militare e politica della città sul resto degli alleati.
La lega di Delo seguì i destini di Atene fino al suo scioglimento, alla conclusione della Guerra del Peloponneso, nel 404 a.C.

## Storia

### Antefatti
Le guerre persiane avevano le loro radici nella conquista delle città greche della Ionia da parte dell'Impero achemenide di Ciro il Grande poco dopo il 550 a.C. ma, non potendo amministrarle direttamente, preferirono affidarli a tiranni locali una forma di governo ormai in declino e percepita come potere arbitrario.
Nel 500/499 a.C. la tensione, da tempo latente, degenerò in aperta rivolta dal momento che Aristagora, tiranno di Mileto, nel tentativo di salvare se stesso dalle conseguenze del disastroso attacco persiano su Nasso dell'anno precedente, decise di restaurare la democrazia.
Ben presto numerose altre città seguirono l'esempio di Mileto; cominciava la Rivolta Ionica.
La rivolta, che ricevette l'appoggio di Atene ed Eretria, sembrò inizialmente trionfare con la conquista della capitale della satrapia di Lidia, Sardi. Tuttavia, dopo cinque anni di conflitto, i Persiani poterono riconquistare le città della Ionia, schiacciando gli ultimi focolai di resistenza.
Risolta tale questione, il gran re Dario I decise di punire le città di Atene ed Eretria per aver sostenuto la rivolta ionica nella convinzione che gli stati greci in futuro avrebbero potuto costituire una minaccia per i domini persiani.
A tale scopo Dario intraprese la conquista della Tracia, Macedonia e delle Isole Egee, poi conquistò l'Eubea e rase al suolo Eretria.
L'invasione terminò nel 490 a.C. con la decisiva vittoria ateniese nella battaglia di Maratona. Poco dopo Dario morì e la responsabilità per la ripresa del conflitto toccò al figlio Serse.
Dieci anni dopo, Serse condusse personalmente una seconda campagna militare contro la Grecia con un'imponente forza di terra e navale.
I greci, dopo le sconfitte nelle battaglie delle Termopili e di Capo Artemisio si ritirarono nel Peloponneso abbandonando nelle mani nemiche la Beozia e la stessa Atene che subì un violento saccheggio.
I persiani, imbaldanziti, accerchiarono la restante flotta greca presso l'isola di Salamina ma nella battaglia che seguì subirono una cocente disfatta.
L'anno seguente i Greci riunirono tutte le forze terrestri e sconfissero l'armata persiana nella Battaglia di Platea mentre la flotta sconfiggeva quanto restava di quella persiana nella battaglia di Micale la quale segna convenzionalmente la fine delle invasioni persiane e l'inizio del contrattacco greco.
La sconfitta persiana di Micale indusse le città greche dell'Asia Minore a ribellarsi nuovamente dal momento che i Persiani, privi di flotta, erano impotenti mentre la flotta greca procedeva all'occupazione del Chersoneso Tracico e della città di Sesto
Nel 478 a.C. gli alleati inviarono una forza per conquistare la città di Bisanzio, l'odierna Istanbul ma, sebbene l'assedio avesse avuto successo, il comportamento arrogante del generale spartano Pausania, alienò numerosi alleati i quali, dopo aver ottenuto il suo richiamo a Sparta, affidarono la flotta agli ateniesi.

### Fondazione
In tali circostanze fu istituita la lega delio-attica principalmente in funzione anti-persiana e per sostenere le spese della guerra per quanto fu causa scatenante la vicenda di Pausania e il progressivo disimpegno di Sparta dalla lotta anti-persiana che indussero gli Ioni ribelli ad appoggiarsi ad Atene.
Dal punto di vista istituzionale la lega di Delo deve essere intesa come una federazione di Stati che decidono di mettere a parte le proprie competenze in materia di politica estera e di difesa in favore di decisioni di interesse comune. Infatti le poleis contraenti il patto federativo si impegnavano a contribuire alla difesa con il versamento di un tributo annuo alle casse federali, amministrate da appositi magistrati (gli ellenotami dal 478-477 a.C., e i tamiai dal 435 a.C.) oppure con la fornitura di navi e mezzi, recapitato nell'isola sacra di Delo
Solamente gli stati in grado di assicurare l'invio di navi, come Atene stessa, Chio, Samo e Lesbo, erano esentati dal versamento del tributo annuo, stabilito da Aristide in 460 talenti, al quale erano invece soggette le città minori dell'Asia minore, delle Cicladi e dell'Eubea.
I tributi venivano conservati nel santuario di Apollo a Delo, dove si teneva annualmente l'assemblea federale. Il comando supremo era delegato ad Atene, che gradatamente prese il comando della lega, modificandone i presupposti e i fini, trasformandola da mezzo di difesa contro i Persiani, a strumento di egemonia sul mar Egeo, arrivando a controllare tutte le azioni delle città sottomesse e anche la loro forma di governo, reprimendo le rivolte di città, come Nasso e Taso, che volevano ribellarsi all'imperialismo ateniese.

### Espansione
Nonostante l'epilogo della lega marittima, i primi passi per scardinare il giogo persiano, effettuati da Cimone nel 476 a.C., si diressero nella eliminazione delle loro roccaforti sull'Ellesponto, Dorisco ed Eione (sita nelle vicinanze di Anfipoli). 
Ottenuto il controllo del mare Egeo occidentale, Cimone occupò Sciro, Caristo e Nasso e le costrinse ad aderire alla Lega.
Tali campagne, che proseguirono fino al 470 a.C. con la liberazione delle città a sud di Mileto, a seguito della vittoriosa battaglia dell'Eurimedonte, coincisero con una sempre più forte egemonia ateniese rispetto agli altri membri della lega, descritta nei seguenti termini dallo storico Tucidide:
(Tucidide, Guerra del Peloponneso, libro I, 99)

### Accentramento del potere ad Atene
Poi però, dopo la sconfitta in Egitto del 456, con la scusa che l'Egeo non poteva più considerarsi un mare del tutto sicuro, nel 454 il tesoro fu trasferito ad Atene per iniziativa di Pericle e l'assemblea di Delo venne abolita. Di lì a poco, cominciò a essere utilizzata al fine di finanziare i lavori di abbellimento della città e in particolare, la costruzione del Partenone.
Anche i propositi antipersiani vennero messi da parte, dopo la pace di Callia, con l'intento di inclinare l'egemonia spartana in Grecia. Secondo la definizione di Tucidide, quella che doveva essere un'alleanza militare si era ormai trasformata in arché, in dominio della città più importante.
Le ingerenze politiche di Atene nei confronti delle città alleate causarono altre rivolte, che si intensificarono durante la guerra del Peloponneso, infatti la Lega, nata con fini antipersiani, venne usata anche come contrappeso al predominio spartano in Grecia, fino a sfociare in un conflitto.

### Durante la guerra del Peloponneso
La prima a ribellarsi alla nuova situazione venutasi a creare fu l'isola di Samo che nel 440 si rifiutò di fornire la flotta e fu per questo assediata dagli Ateniesi. Alla spedizione militare partecipò come stratega anche il tragediografo Sofocle.
Nel 427, nel contesto della Guerra del Peloponneso, fu la volta di Mitilene, centro principale dell'isola di Lesbo, che, rifiutandosi di seguire la politica ateniese, fu assediata e occupata: nel furore del momento l'assemblea ateniese arrivò anche a decretare la soppressione di tutti i cittadini maschi e la riduzione in schiavitù di donne e bambini, decisione che fu però ritirata immediatamente.
I problemi con gli alleati continuarono, poiché la democrazia ateniese traeva la sua linfa vitale proprio dallo sfruttamento "dell'impero", rappresentato dalla Lega stessa: Atene riscuoteva tributi (per mantenere la flotta e l'esercito) dai membri della Lega, che poi utilizzava, sin dai tempi di Pericle, sia per i lavori pubblici, sia per pagare uno stipendio a tutti i cittadini dotati di pieni diritti politici (circa 30.000 persone verso il 430 a.C.). Inoltre Atene insediava in molte isole dell'Egeo dei coloni, detti cleruchi, cittadini ateniesi (che mantenevano la loro cittadinanza), per controllare i loro alleati.
Sparta, nel dichiarare guerra ad Atene nel 431, sfruttò proprio il malcontento delle poleis della Lega Delio-Attica e rivendicò a se stessa il diritto di agire in nome dell'autonomia e della libertà delle città greche. Di fatto, la sconfitta ateniese nella guerra del Peloponneso, nel 404 avrà, fra le altre conseguenze, anche la dissoluzione della Lega.
Durante la prima fase della guerra del Peloponneso (guerra archidamica) Sparta fu quasi priva di una flotta, ciononostante, subito prima della pace di Nicia (421 a.C.) alcune isole dell'Egeo defezionarono (Melo oggi Milos, e Scione oggi Sifnos, all'epoca importante per le miniere d'oro), aiutando anche economicamente i nemici spartani e poi mantenendosi neutrali. Per questo motivo durante la breve pace che precedette la guerra siciliana (415 a.C.) queste due isole furono conquistate dall'esercito ateniese (Melo dopo un duro assedio) e gli abitanti furono venduti come schiavi o uccisi, sostituiti poi da cleruchi.
Dopo la sconfitta della flotta ateniese in Sicilia, a opera di Siracusa (ora appoggiata da Sparta) nel 413 a.C. e la ripresa del conflitto con Sparta nel medesimo anno (guerra deceleica) peggiorarono notevolmente le cose. Molte città e isole della Lega furono sconvolte da colpi di stato oligarchici, in un conflitto che sembrava sempre di più ideologico e diventava una guerra totale. Inoltre la perdita della flotta in Sicilia costrinse Atene a chiedere aiuti straordinari alla Lega, ovvero inasprire i tributi, con effetti ovviamente deprimenti per le economie dei suoi alleati, favorendo le ribellioni. Contemporaneamente Sparta e i suoi alleati (come Corinto) mettevano in mare flotte sempre più grandi e potenti, riuscendo da un lato a mettere in difficoltà la flotta ateniese, dall'altro a favorire ulteriori colpi di stato oligarchici nelle città soggette alla Lega (e addirittura nella stessa Atene nel 411 e poi nel 404 a.C.), scardinando la Lega stessa, fortemente scossa dalla defezione dell'isola di Eubea (411 a.C.) e di altri soggetti passati all'oligarchia e alla protezione spartana.
Quando nel 404 si arrivò alla pace, Atene, sconfitta, dovette rinunciare alla Lega e alle Lunghe Mura, con gravi ripercussioni anche sull'economia interna e sul sistema democratico, visto che i tesori della Lega non poterono più garantire una fittizia pace sociale, permettendo ai proletari ateniesi di partecipare al governo della città grazie ai donativi pubblici.

## Seconda lega delio-attica
Dopo la pace di Antalcida, nella primavera del 387 a.C., Atene rifondò la lega delio-attica, garantendo il rispetto dell'autonomia politica delle città aderenti e delle decisioni prese dal consiglio federale: una Lega più egualitaria e meno dominata da Atene rispetto alla precedente Lega Delio-Attica. Scopo della seconda confederazione era quello di creare un contrasto politico-militare all'alleanza tra la Persia e Sparta.
La lega, che già aveva perso buona parte dei suoi componenti nella guerra degli alleati del 357-355 a.C., si sciolse nel 338 a.C. dopo la battaglia di Cheronea.